# Маврин, Савва Иванович
Са́вва Ива́нович Ма́врин (1744—1809) — генерал-провиантмейстер, генерал-поручик, сенатор, тайный советник. Был членом секретных следственных комиссий по расследованию Пугачёвского бунта.

## Биография
Родился в 1744 году. В 1756 году был записан в Семёновский лейб-гвардии полк.
В 1773—1774 годах участвовал в секретных комиссиях в Казани, Оренбурге и в Яицком городке, вёл дознание над видными пугачёвцами Т. И. Подуровым, М. Г. Шигаевым, И. Я. Почиталиным, М. Г. Горшковым, А. Т. Соколовым-Хлопушей и другими, 15 и 16 сентября 1774 года провёл первые допросы Е. И. Пугачёва в Яицком городке.
С 1775 года продолжал свою службу в Петербурге, в Семёновском полку. В 1782 году был переведён из гвардии в штат Военной коллегии генерал-провиантмейстером. 
С 24 мая 1782 по 8 декабря 1783 года был Санкт-Петербургским вице-губернатором.
В 1791 году произведён в генерал-поручики и 25 марта назначен сенатором; 25 октября 1797 года Павлом I был отправлен в отставку. Был переименован в тайные советники.
Умер в 1809 году. Похоронен в Богородицком монастыре в Тихвине.